# Umsonstladen

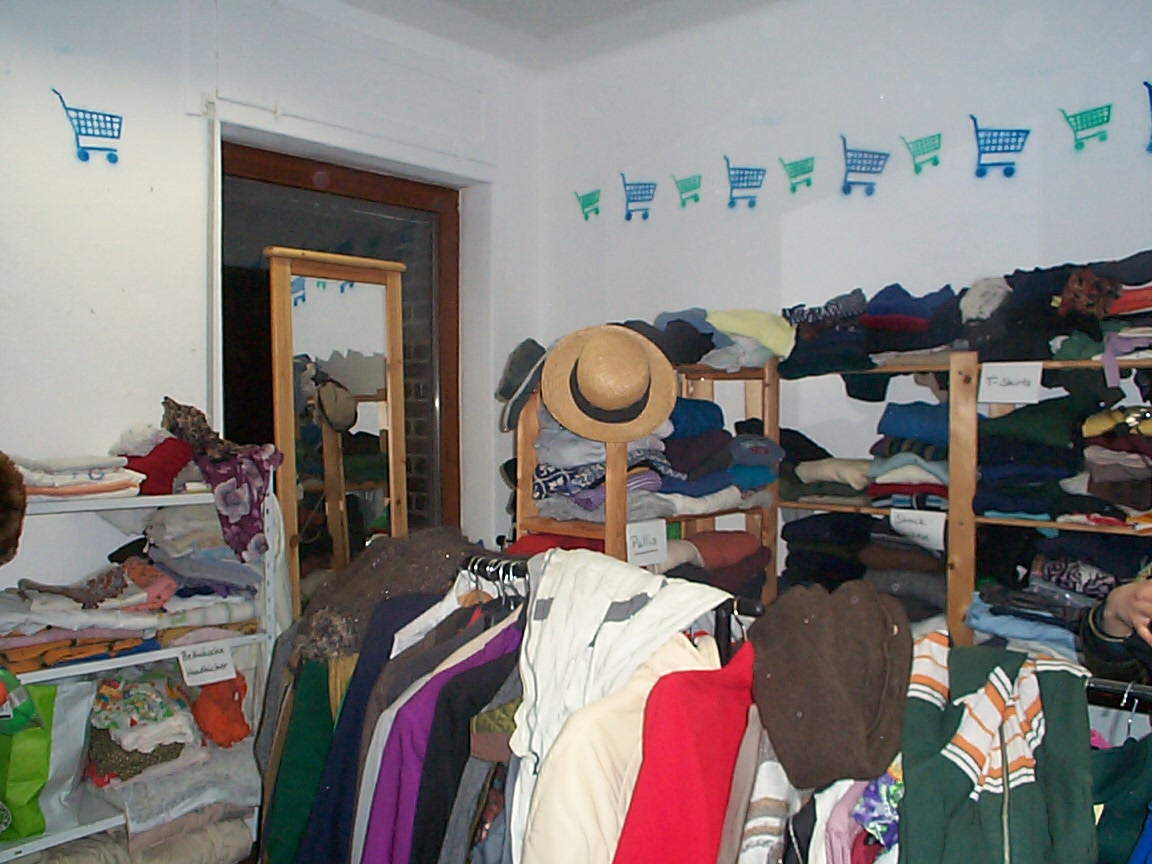
Umsonstladen in Freiburg

Ein Umsonstladen, auch Kost-Nix-Laden oder Schenkladen, ist ein privates, sozial oder politisch motiviertes Projekt, das neue oder gebrauchte Gegenstände zur kostenlosen Mitnahme bereitstellt. Eine kompakte Sonderform der Umsonstläden stellen sogenannte Freeboxes, auch als Giveboxes, Gib- und Nimm-Regale oder Tauschregale bezeichnet, dar.

## Funktionsweise
In einem Umsonstladen können Gegenstände, die für andere Besucher nützlich sein können, weitergegeben bzw. getauscht werden. So können Besucher auch ausgestellte Gegenstände mitnehmen. Die Mitnahme der Gegenstände ist nicht an eine Prüfung von Bedürftigkeit, wie dies oft bei Tafeln und Kleiderkammern der Fall ist, gebunden. Im Gegensatz zu karitativen Einrichtungen sehen sich viele Umsonstläden und Schenkergemeinschaften meist mit politischen Zielen verbunden.

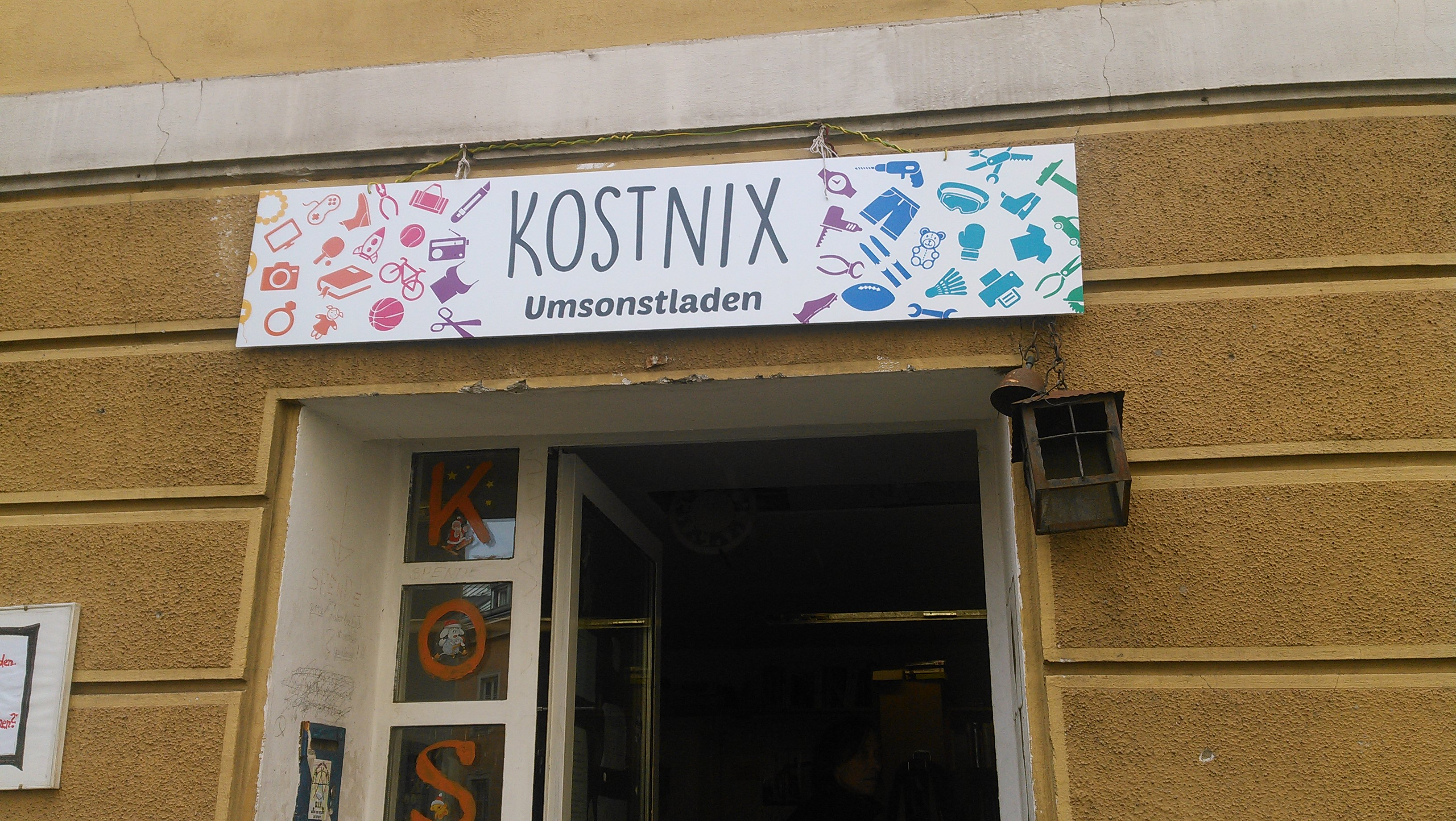
Kostnix Umsonstladen in Innsbruck, Österreich

### Regeln
In viele Läden sollen nur neue bzw. ungebrauchte oder gut erhaltene gebrauchsfähige Gegenstände mitgebracht werden. Lebensmittel, zum Beispiel Marmeladen, Honig und haltbare Konserven, können ebenfalls angeboten werden. Oft gibt es Beschränkungen für die Zahl der mitgebrachten Gegenstände in bestimmten Bereichen. Teilweise wird dazu aufgefordert, bestimmte Dinge weniger abzuliefern, manchmal gibt es Annahmestopps. 
Größere und schwer transportable Gegenstände (wie Möbel, Zweiräder, Maschinen, Kühlschränke) können sich die Nutzer mittels an einem Schwarzen Brett angebrachten Zetteln selbst vermitteln – in Einzelfällen auch gegenseitige Hilfsleistungen.
Das Annehmen und Einräumen der Dinge wird meist auf viele ehrenamtliche Personen verteilt. Doch kann es durch mangelnde Beteiligung auch zu Problemen kommen. In der Urlaubszeit oder bei Krankheit gibt es manchmal keine Vertretung. Ein Zahlungsvorgang entfällt und man kann – solange es keine Mitnahmebegrenzung gibt – gar nichts klauen. Manchmal können Gegenstände gratis ausgeliehen bzw. getestet werden. Diese Möglichkeit wird insbesondere bei Kleidung und Büchern oft genutzt.
Einige Läden erbitten von den Nutzern Spenden für Betriebskosten, es muss jedoch im Gegensatz zu Recyclingkaufhäusern und Abfallbörsen nicht für einzelne Gegenstände gezahlt werden. Anders als bei Tauschringen findet auch keine Verrechnung statt. In einigen Läden gibt es allerdings Einschränkungen dieses Prinzips. Es wird zum Beispiel häufig ein Limit von Gegenständen gesetzt, die eine Person an einem Öffnungstag mitnehmen darf. Damit soll insbesondere verhindert werden, dass zum Beispiel Bücher oder Kleidung in größeren Mengen mitgenommen wird, um sie auf dem nächsten Flohmarkt zu verkaufen.

### Angebot
Häufig werden Kleinutensilien wie Geschirr, Besteck, Romane und Sachbücher (zum Beispiel Lexika oder Wörterbücher), Werkzeug, Lampen, verwendbare Farben, Kosmetika, bequeme Kleidung, Schuhe, Elektrogeräte, Computer, Software, CDs und vieles mehr angeboten.
Produkte wie alte Romane, veraltete Elektronik oder unmodische Kleidung, die mehr gebracht als mitgenommen werden, sammeln sich oft im Laden an. Mit solchen Ladenhütern wird unterschiedlich umgegangen. Manche Umsonstläden veranstalten auch öffentliche Modenschauen mit solchen Ladenhütern (z. B. in der Innenstadt). Kleidung und Bücher, die auf kein Interesse stoßen, müssen über die Altkleidersammlung bzw. das Altpapier entsorgt werden.
Lebensmittel, die zum Beispiel von Einzelpersonen zu viel gekauft wurden, stellen ein Problem wegen der Haltbarkeit dar. Daher werden diese manchmal im Rahmen einer Sonderaktion verarbeitet bzw. verbraucht, womit auch Interessenten angelockt werden sollen.

## Verbreitung und Lage
Umsonstläden sind insbesondere in Deutschland und Österreich sowie in den Niederlanden verbreitet. Im Dezember 2014 gab es im deutschsprachigen Raum mindestens 83 Umsonstläden, vorwiegend in größeren Städten, aber auch in einigen Orten unter 10.000 Einwohnern.
Die Umsonstläden sind örtlich gebundene Projekte, darin unterscheiden sie sich von netzbasierten Gratisprojekten wie zum Beispiel freecycle, bei denen über das Internet Güter angeboten und dann versendet oder abgeholt werden.

### Sonderformen

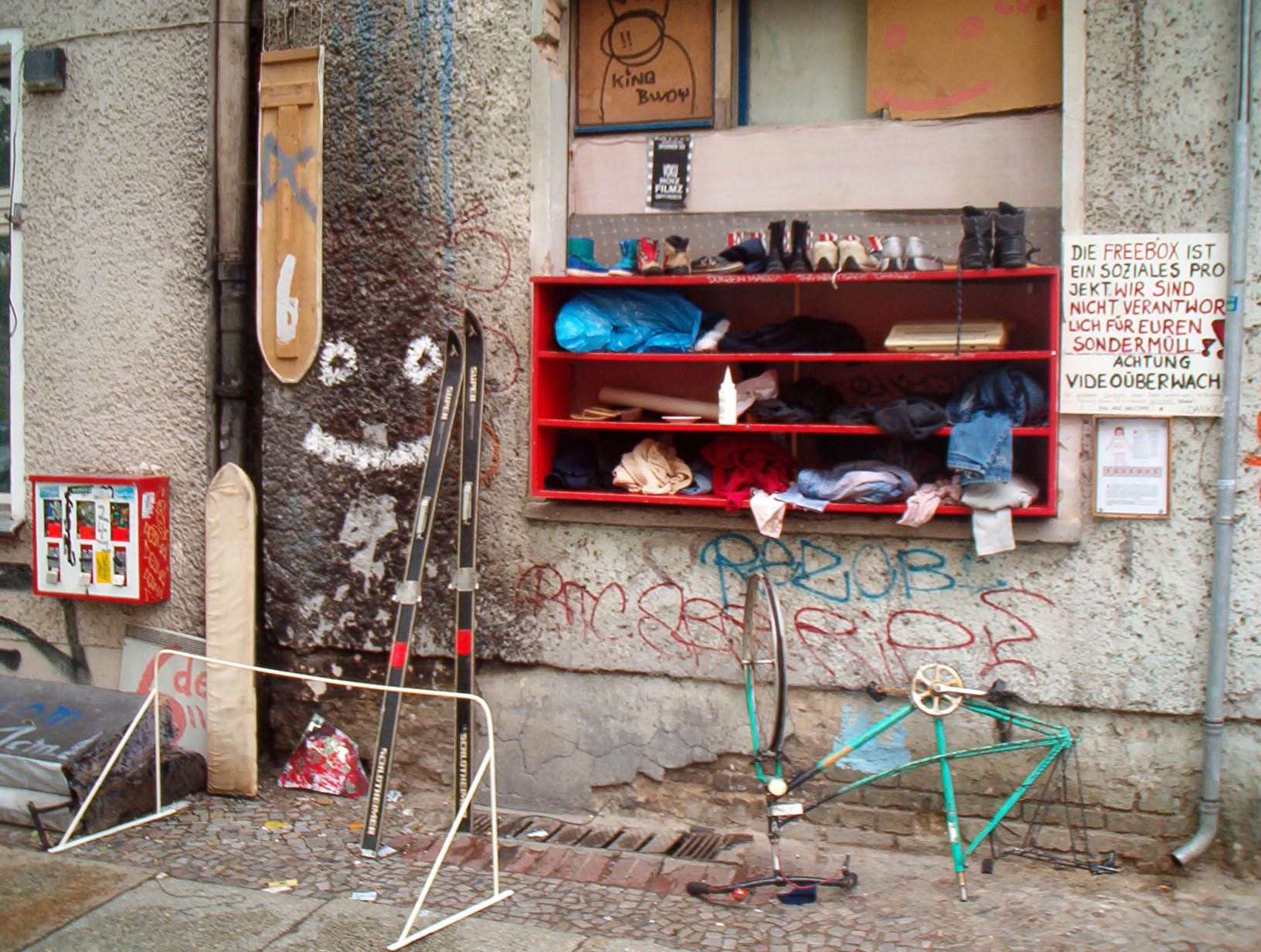
Freebox in Berlin

In vielen sozialen Projekten und Wohnhäusern sind Freeboxes aufgestellt, die nach demselben Prinzip funktionieren wie ein Umsonstladen, aber keinen ganzen Raum einnehmen, sondern nur aus einem Regal oder ähnlichem Möbel bestehen. Teilweise werden diese auch als Gib- und Nimm-Regale oder Tauschregale bezeichnet.
2011 kamen in Berlin die ersten Giveboxes als offene, überdachte Häuschen auf, die beispielsweise (Bonn) durch private Initiative und durch Crowdfunding und Spenden finanziert auf von kirchlichen Einrichtungen zur Verfügung gestelltem Grund stehen. Laut Givebox.eu gibt es in Deutschland zwischen 50 und 60 öffentliche Giveboxes (Stand: Januar 2018). Der 2021 errichtete Tauschschrank "Lenes Tauscho" im Lene-Voigt-Park in Leipzig fiel 2023 dem Vandalismus zum Opfer, wurde aber durch bürgerschaftliche Initiative neu aufgebaut.

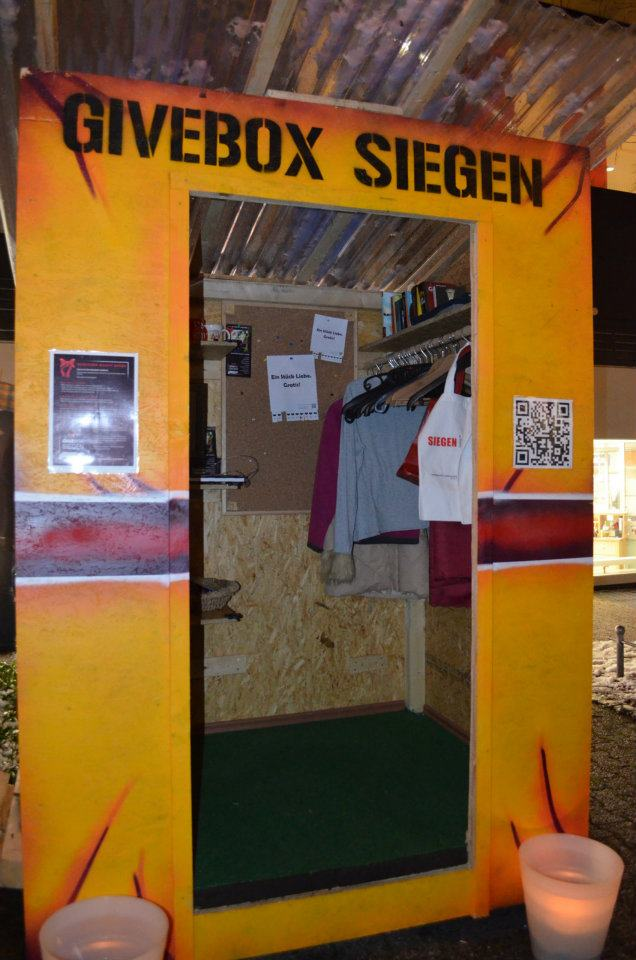
Givebox Siegen
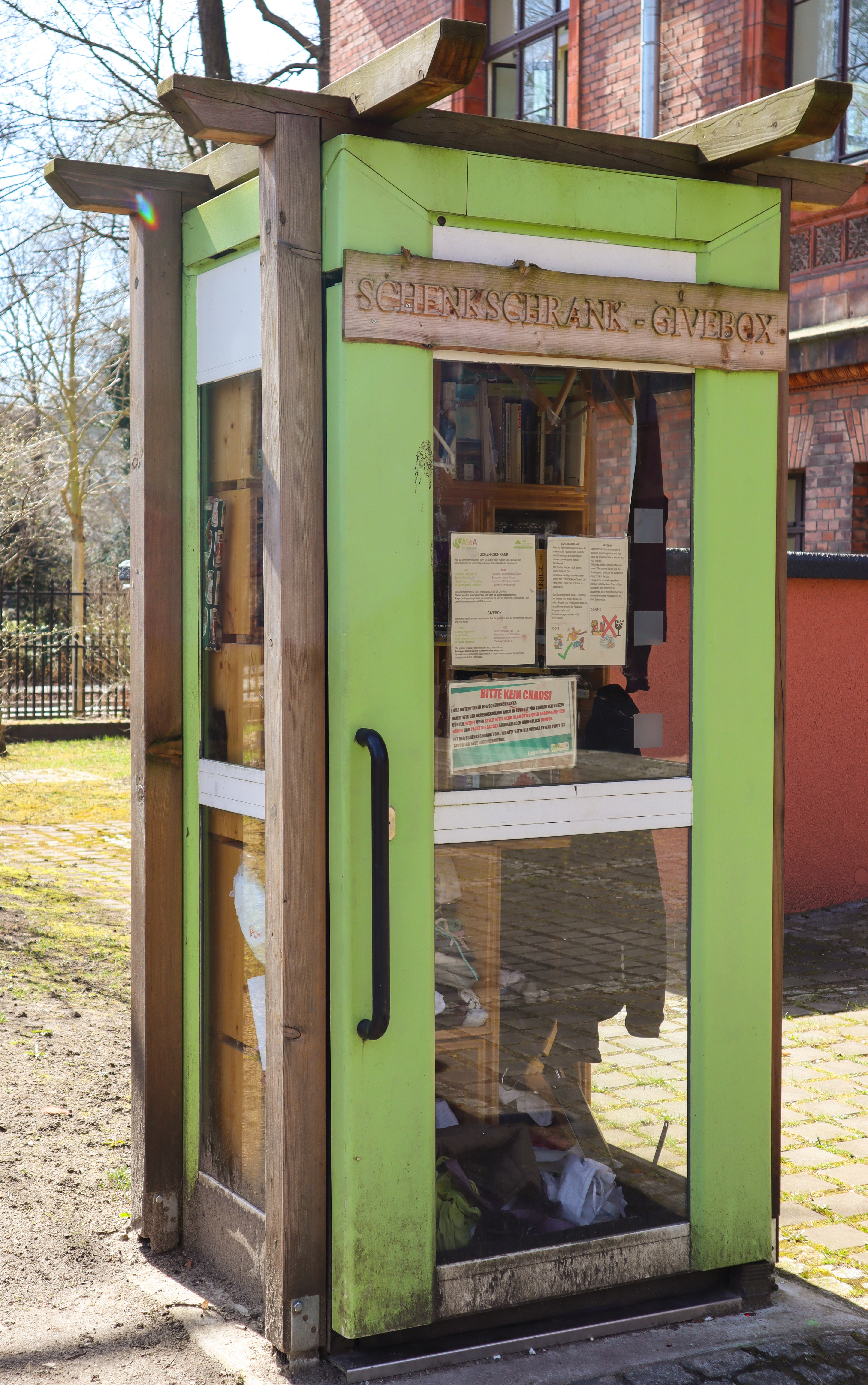
Givebox/Schenkschrank auf dem Stadtcampus der HNE in Eberswalde, Brandenburg
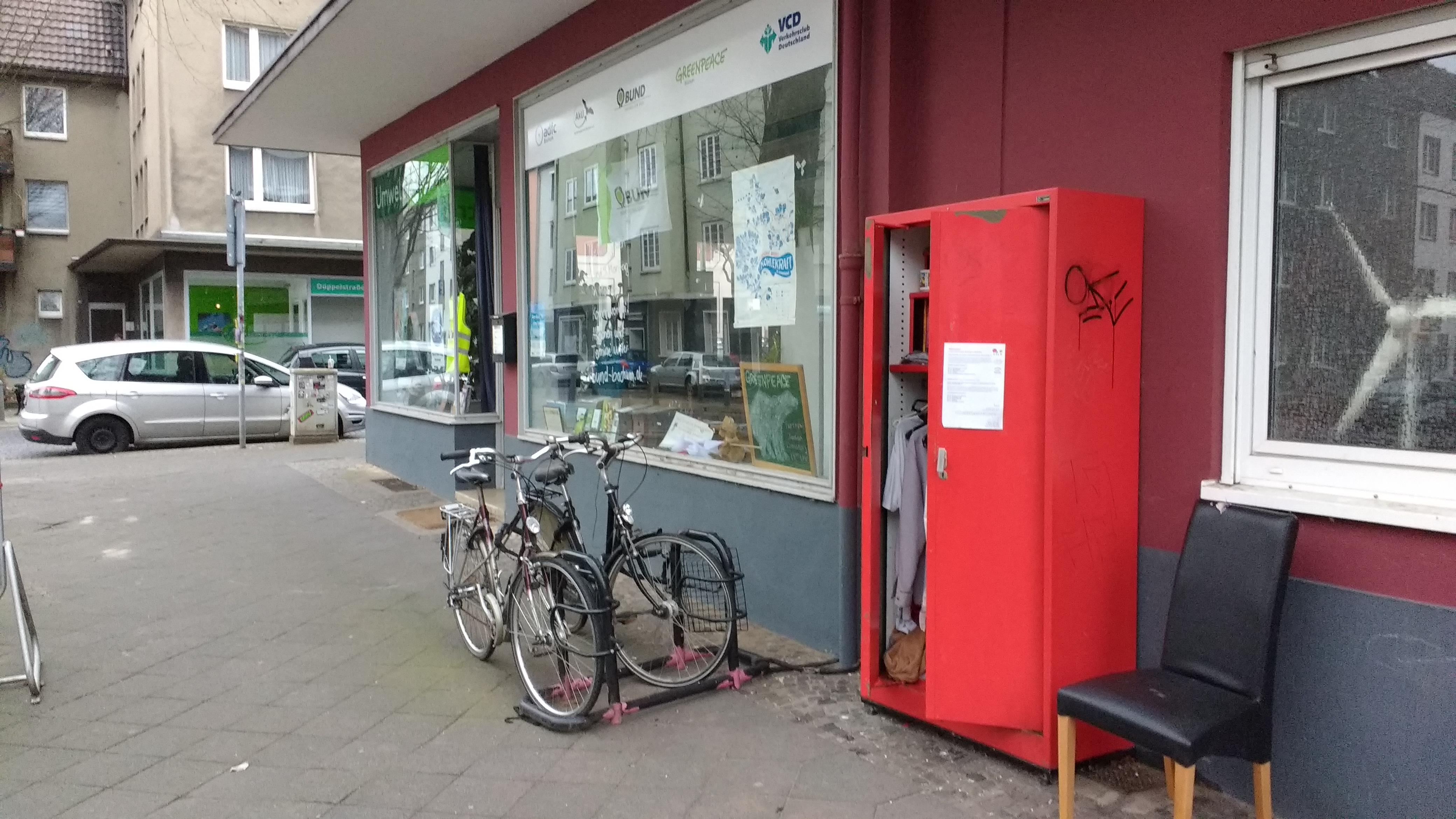
Givebox am Wohnzimmer Alsenstraße in Bochum
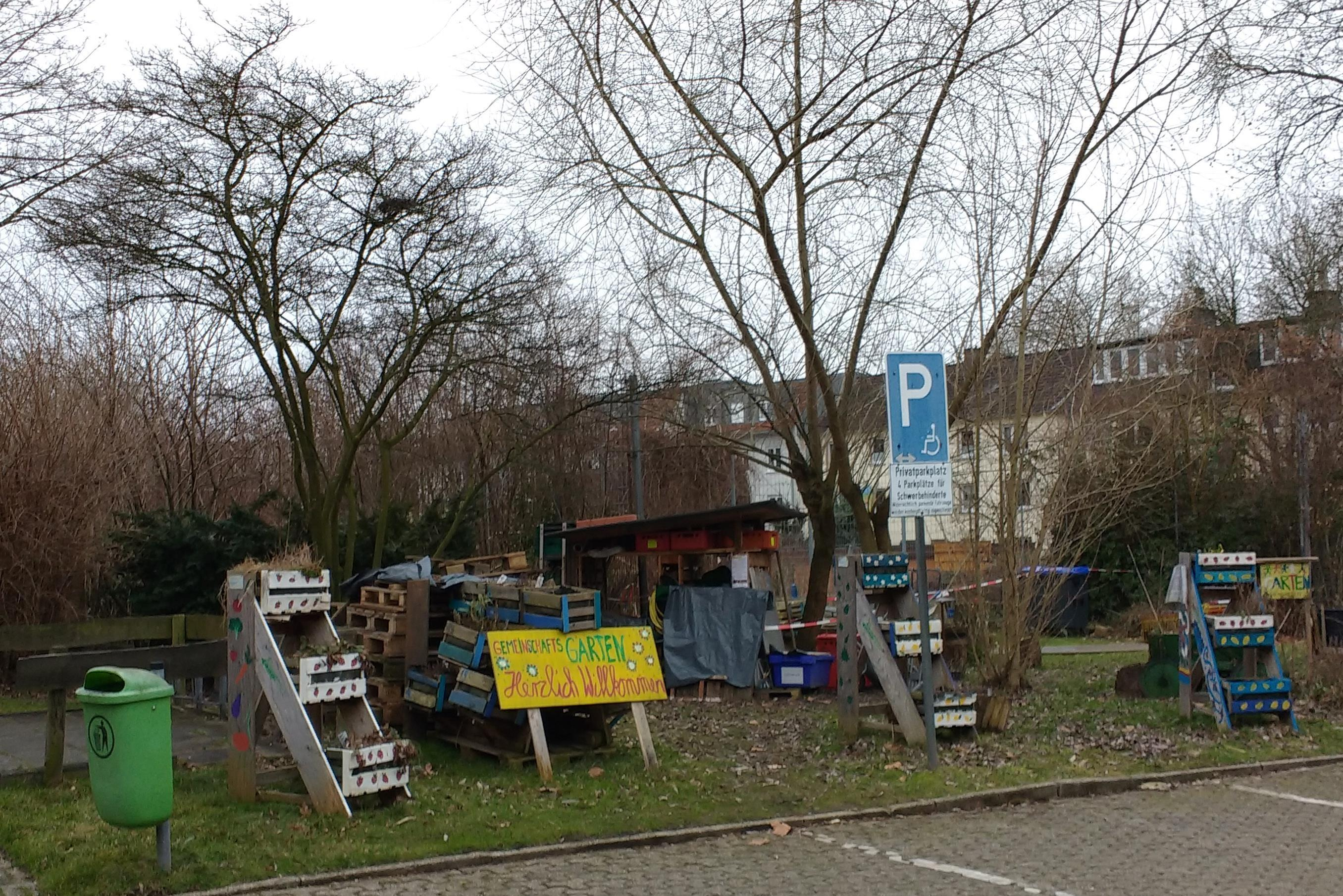
Alsengarten hinter dem Wohnzimmer Alsenstraße in Bochum
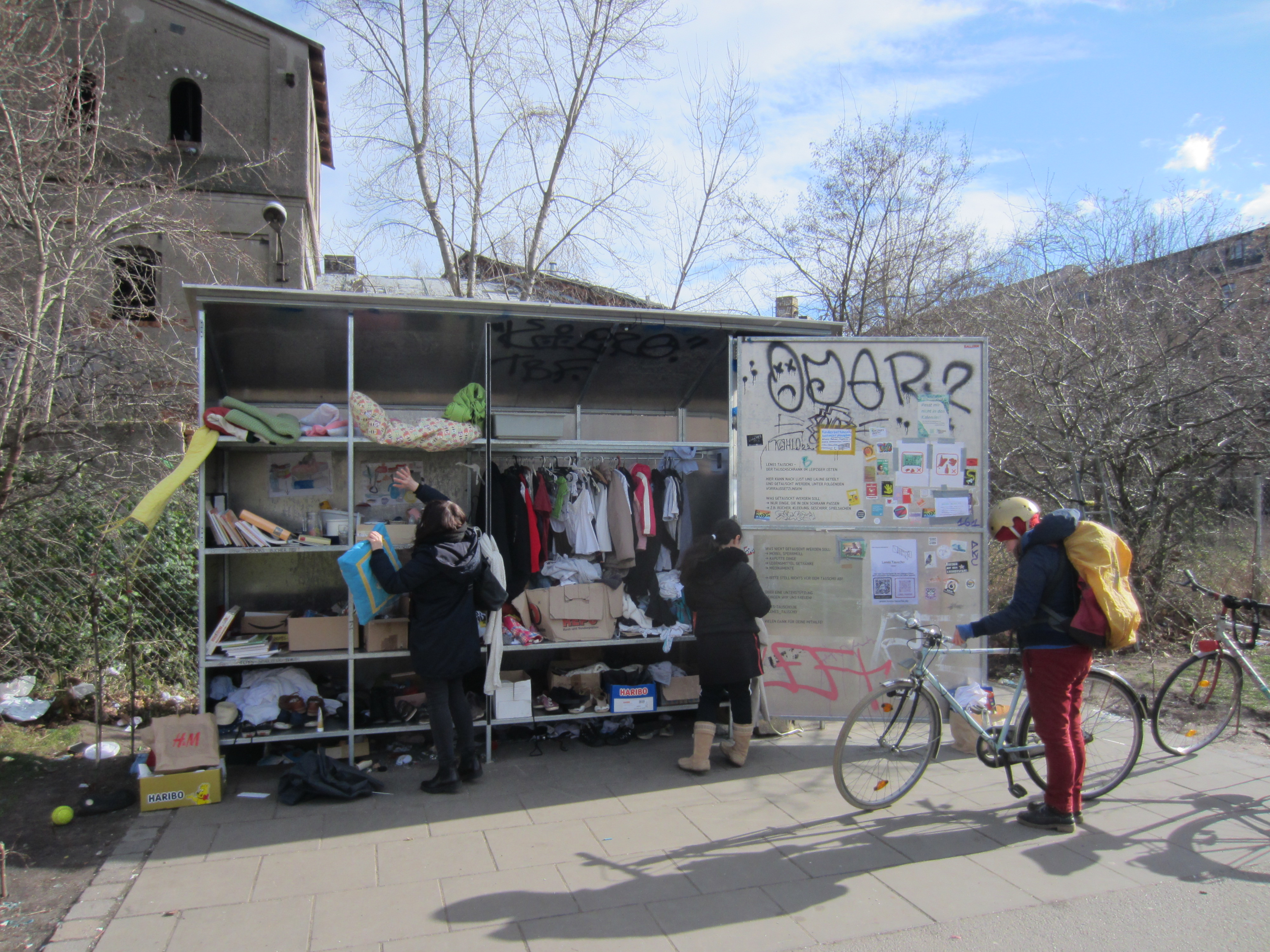
"Lenes Tauscho" im Lene-Voigt-Park in Leipzig (2021)

2017 wurde in Hamburg ein Zaun zum Gabenzaun für Obdachlose und andere bedürftige Menschen erklärt. Der Zaun in der Nähe des Hauptbahnhofs wurde ursprünglich errichtet, um Obdachlose daran zu hindern, auf einer Mauer zu sitzen. Menschen hängen dort in Tüten verpackte Sachspenden wie Kleidung, Hygieneartikel, Nahrungsmittel, Hundefutter etc. auf.

### Spezialisierung
Aufgrund des begrenzten Platzes bei den Sonderformen haben sich Spezialisierungen herausgebildet, die als Ergänzung zu den Umsonstläden teilweise rund um die Uhr zugänglich sind. Die Spezialisierungen finden sich im Bereich Lebensmittel und Bücher. Ein Beispiel ist der an vielen Orten verbreitete öffentliche Bücherschrank.

## Ökonomische Diskussion
Viele Betreiber von Umsonstläden betonen, dass es ihnen nicht um Warentausch geht, sondern um das freie Geben und Nehmen. Das Ziel bestehe darin, eine Möglichkeit für den Erwerb, die Nutzung und die Weitergabe von Gütern außerhalb des kapitalistischen Systems zu bieten. Von den Befürwortern der Projekte wird damit oft die Utopie einer geldfreien Umsonstökonomie verbunden.
Umsonstläden werden von ihren Betreibergruppen verschiedene Zielsetzungen zugeschrieben:
- als praktische Kapitalismuskritik (Konkrete Utopie),
- als Projekt einer nachhaltigen, umweltschonenden Abfallvermeidung, oder
- als Ausübung einer karitativen, meist christlichen Sozialethik.

Die Umsonstläden sollen zudem einen Beitrag zur nachhaltigen Entwicklung leisten, indem Ressourcen geschont werden und Menschen ohne großes Einkommen die Chance erhalten, Güter ohne Geld zu erwerben. Für diesen Ansatz wurde zum Beispiel der Umsonstladen des Arbeitskreises Lokale Ökonomie in Hamburg-Altona im Jahre 2004 mit dem Altonaer Nachhaltigkeitspreis durch die Bezirksversammlung Altona ausgezeichnet.
Ausgehend von dem 1999 gegründeten Hamburger Umsonstladen gibt es den Versuch, Umsonstläden als Teilprojekt einer Gemeinschaft gegenseitiger Hilfe weiterzuentwickeln. Der Umsonstladen soll Bestandteil einer gemeinschaftlich organisierten Struktur werden. Zum Hamburger Projekte-Verbund gehören bisher – neben dem Umsonstladen als Kernaktivität – ein Kleinmöbellager, ein Bildungsprojekt (die „Freie Uni Hamburg“), eine Fahrrad-Selbsthilfe-Werkstatt und weitere Projekte. Für die Aktiven in den Projekten sind sämtliche Dienstleistungen und Dinge aus allen Projekten kostenlos. Anderen Nutzern werden sie gegen eine Aufwandsspende zur Deckung der Kosten, die deutlich unter den Marktpreisen liegt, zur Verfügung gestellt.
An der TU Berlin gründeten Studierende im Frühjahr 2009 einen Umsonstladen auf dem Campus der Universität, direkt neben der studentischen Fahrradwerkstatt Unirad. Die Gründer sind in mehreren studentischen Projekten aktiv und hoffen, durch den Umsonstladen Nachhaltigkeit und Solidarwirtschaft campusweit zu fördern.
Ein ungelöstes Problem ist immer wieder die Finanzierung der Grundkosten wie Miete, Stromversorgung und Heizung (letzteres vor allem im Winter), so dass Umsonstläden auch wieder geschlossen werden müssen. In einigen Fällen werden von städtischen sozialen Zentren oder Kirchen entsprechende Räume zur Verfügung gestellt. Somit erfolgt die Finanzierung letztlich über staatliche Stellen oder Kirchensteuern bzw. Spenden.

## Geschichte, Vorgänger
Die Diggers waren Ende der 1960er Jahre eine Aktionsgruppe mit politisch-künstlerischen Hintergrund im Haight-Ashbury District in San Francisco. Ob ihrer anarchistischen Geldkritik betrieben sie von 1966 bis 1968 u. a. einige Free Stores. Einen in der 1762 Page Street, einen zweiten in der 520 Frederick Street sowie einen dritten in der Cole Street mit dem Namen „The Trip Without A Ticket“. Zusätzlich verteilten sie täglich „free food“ in Berkeleys Civic Center Park. Dort veranstalteten sie ebenfalls kostenlose Konzerte und Theateraufführungen und betrieben eine „free bakery“, die Haight-Ashbury Free Medical Clinic in der 588 Clayton Street. Des Weiteren einen „Free Print Shop“. Auch in anderen Städten gab es Free Stores der Diggers. Beispielsweise in New York in der 264 East Tenth Street in der damaligen Lower East Side, dem heutigen Stadtteil East Village. Diesen Vorbild folgend gab es in dem Ort Cotati in Kalifornien einen Free Store vom Ende der 60er Jahre bis 1983.
In Melbourne (Australien) gab es von 1971 bis 1972 in der 42 Smith Street, im Stadtteil Collingwood einen von Anarchisten betriebenen Free Store, den Collingwood Freestore.